# The Flirts
The Flirts war ein US-amerikanisches Disco-Projekt des Produzenten Bobby Orlando (* 1958), das in den 1980er Jahren mehrere Charterfolge verbuchen konnte. Die erfolgreichste Single wurde 1983 Passion. The Flirts wurden zu den Vertretern der Italo Disco gezählt, sind aber auch Pioniere der Hi-NRG.

## Bandgeschichte
1980 entwickelte der Produzent und Songwriter Bobby Orlando das Konzept für einen Dance-Act mit drei Sängerinnen. Orlando spielte die meisten Instrumente (also vor allem Synthesizer, Drumcomputer etc.) selbst ein und produzierte die Titel für sein Label O Records. Die Sängerinnen wurden nach dem Schema Blond-Brünett-Rothaarig besetzt.
Die erste Besetzung bestand aus Andrea del Conte (blond), Rebecca Sullivan (brünett) und Sandra K’kay (rothaarig), wobei letztere bald durch Holly Kerr (rothaarig) ausgetauscht wurde. In diesem Lineup (Andrea, Rebecca, Holly) wurde 1982 das erste Album 10 Cents a Dance aufgenommen, und auch in dem Videoclip zur Single  Jukebox (Don’t Put Another Dime) ist diese Formation zu sehen. Andrea del Conte ist als Leadsängerin u. a. auf dem Titel Passion zu hören. Sie war bereits zuvor als Backgroundsängerin und Tänzerin für andere Bands tätig. Rebecca Sullivan singt den Titel Calling All Boys. Sie war zuvor mehrere Jahre als Model für die New Yorker Agentur Wilhelmina Models tätig.
Im Laufe des Jahres 1982 wurde Holly Kerr durch die Tänzerin Hope Reyman ersetzt. In dieser Formation (Andrea, Rebecca, Hope) wurden im Herbst/Winter 1982 mehrere TV-Auftritte in Europa mit der Single Passion absolviert, darunter in den Shows Premiatissima in Italien und Toppop in den Niederlanden. Passion stieg daraufhin Anfang 1983 in mehreren europäischen Ländern in die Charts ein und avancierte zum Top-10-Hit in Deutschland und in der Schweiz.
Im September 1983 folgte noch ein Auftritt in der US-Fernsehshow American Bandstand, in der bereits das kommende Album Born to Flirt angekündigt wurde. Kurz darauf kam es jedoch zum Zerwürfnis mit Bobby Orlando, in dessen Folge alle drei Damen ausgetauscht wurden.
Für die weiteren Alben werden die Besetzungen wie folgt angegeben:
- 1983 – Born to Flirt: Linda Jo, Pamela, Rececca, Elizabeth
- 1984 – Made in America: Debby, Christie, Christina
- 1985 – Blondes Brunettes & Redheads: Tricia, Debby, Christina
- 1986 – Questions of the Heart: Geri, Christina, Tricia

1986 verblasste das Interesse an der Retortenband. Das im Dezember veröffentlichte Album Questions of the Heart wurde vom Billboard-Magazin zwar noch als "Recommended" eingestuft, konnte sich aber nicht mehr in den Charts platzieren. In den Folgejahren kamen diverse Best-of-Alben, aber auch Neuauflagen von älteren Tracks als Singles bzw. Maxi-Singles in die Läden.

## Chartplatzierungen
Die Single Passion erreichte die Top 10 in Deutschland und in der Schweiz. Helpless (You Took My Love) erreichte 1985 in beiden Ländern die Top 20. In den Vereinigten Staaten gehörten die Flirts mit den Singles Boy Crazy und Passion (beide 1982), You & Me und Dancin’ Madly Backwards (beide 1985) sowie Miss You und New Toy (beide 1986) zu den erfolgreichsten Acts der Dance-Szene und erreichten hohe Platzierungen in den Billboard-Dance-Charts.

## Diskografie

### Alben
- 1982: 10 Cents a Dance
- 1982: Calling All Boys
- 1982: Boy Crazy
- 1982: Passion
- 1983: Born to Flirt
- 1983: Flirt with the Flirts (Doppel-LP)
- 1984: Made in America
- 1985: Blondes Brunettes & Redheads
- 1985: The Flirts
- 1986: Questions of the Heart
- 1991: The Best of the Flirts
- 1992: Take a Chance on Me
- 1993: Greatest Hits
- 1993: The Gallery Volume 7
- 1996: Passion – The Best Of
- 2001: Physical Attraction (3 CDs)
- 2013: P. A. S. S. I. O. N. – The Remix Album

### Singles
- 1982: Passion
- 1982: Jukebox (Don’t Put Another Dime)
- 1982: Boy Crazy
- 1982: We Just Want to Dance (Promo)
- 1983: Calling All Boys
- 1983: Danger
- 1984: Helpless
- 1984: Telephone / Oriental Boy (Remix)
- 1985: New Toy
- 1985: You & Me
- 1985: Dancin’ Madly Backwards (Remix)
- 1985: Voulez Vous / I Wanna Wear Your Ring
- 1986: New Toy / I Wanna Wear Your Ring
- 1986: Miss You
- 1986: Danger / Passion / Calling All Boys
- 1986: All You Ever Think About Is (Sex)
- 1988: A Thing Called Love
- 1989: You & Me / New Toy
- 1989: After School
- 1989: Passion / Danger
- 1989: Helpless / Calling All Boys
- 1991: Castle Gold Collection, Vol. 18
- 1993: Danger (Remix) / Native Love (The Flirts & Divine)